# Кийн
Кийн (на английски: Keene) е град в САЩ, щата Ню Хампшър. Административен център е на окръг Чешър. Населението на града е 22 949 души (по приблизителна оценка от 2017 г.). В Кийн ежегодно се провежда фестивал на тиквите.